# Miloslav Král
Miloslav Král (5. dubna 1930 Starý Samechov – 2018?) byl pracovník katedry filosofie vědy, docent speciální kybernetiky na VŠE v Praze.

## Život
Vystudoval Vysokou školu inženýrského stavitelství ČVUT v Praze, soukromě studoval filosofii a působil na Matematicko-fyzikální fakultě UK. Politicky se angažoval v období pražského jara, proto poté pracoval jako bagrista a technik Státního rybářství. Byl signatářem Prohlášení Charty 77.
V prosinci 1989 nastoupil na VŠE a od roku 1990 působil v Kabinetu pro výzkum vědy, techniky a společnosti Akademie věd ČR. V té době prožil „dva spontánní vstupy do nevědomí“, uvěřil v Boha a začal se pokoušet dokázat jeho existenci. Vystoupil ze Sisyfosu a vytvořil nový internetový portál Věda a víra (stránky nejsou po smrti M. Krále aktualizovány).
V 21. století přednášel a psal knihy o svém vlastním poznání Boha.

## Dílo
- Pojem hmoty v dialektickém materialismu (1960)
- Moderní fyzika a filosofie (1961)
- Věda a civilizace (1968)
- Změna paradigmatu vědy (1994)
- Kam směřuje civilizace? (1998)
- Kosmická paměť (Hledání smyslu kosmu a člověka) (2002)
- Existuje Bůh? (Lze vědecky dokázat existenci Boha?) (2004)
- Moje cesta k pravdě (Život v netušených souvislostech) (2005)
- Věda a víra (2007)
- Soumrak ateizmu (Jak vznikl vesmír a člověk) (2009)
- Civilizace a mravnost (2010)
- Bůh dokazatelně existuje (2013)